# Trophée Wayne-Gretzky 99
Pour les articles homonymes, voir Gretzky.
Ne pas confondre avec le trophée Wayne-Gretzky qui récompense l'équipe championne de la conférence Ouest de la LHO
Le trophée Wayne-Gretzky 99 est un trophée remis dans la Ligue de hockey de l'Ontario, ligue de hockey sur glace junior. Ce trophée est nommé en l'honneur de Wayne Gretzky, joueur de la LHO puis de la LNH.
Il récompense depuis la 1998-1999 le meilleur joueur de la LHO à l'issue des séries éliminatoires de la LHO.

## Palmarès

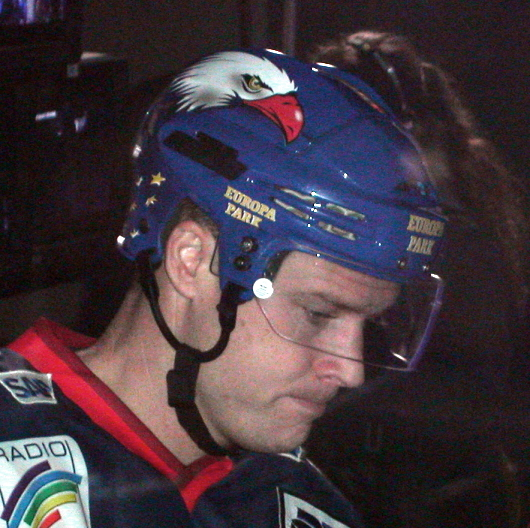
Justin Papineau premier vainqueur du trophée

Le trophée est remis chaque année depuis 1999 à l'exception de 2020 et 2021,.
- 1998-1999 – Justin Papineau, Bulls de Belleville
- 1999-2000 – Brian Finley, Colts de Barrie
- 2000-2001 – Seamus Kotyk, 67 d'Ottawa
- 2001-2002 – Brad Boyes, Otters d'Érié
- 2002-2003 – Derek Roy, Rangers de Kitchener
- 2003-2004 – Martin Saint-Pierre, Storm de Guelph
- 2004-2005 – Corey Perry, Knights de London
- 2005-2006 – Daniel Ryder, Petes de Peterborough
- 2006-2007 – Marc Staal, Wolves de Sudbury[Note 2]
- 2007-2008 – Justin Azevedo, Rangers de Kitchener
- 2008-2009 – Taylor Hall, Spitfires de Windsor
- 2009-2010 – Adam Henrique, Spitfires de Windsor
- 2010-2011 – Rob Mignardi, Attack d'Owen Sound
- 2011-2012 – Austin Watson, Knights de London
- 2012-2013 – Bo Horvat, Knights de London
- 2013-2014 – Robby Fabbri, Storm de Guelph
- 2014-2015 – Connor McDavid, Otters d'Érié
- 2015-2016 – Mitchell Marner, Knights de London
- 2016-2017 – Warren Foegele, Otters d'Érié
- 2017-2018 – Robert Thomas, Bulldogs de Hamilton
- 2018-2019 – Nick Suzuki, Storm de Guelph
- 2021-2022 – Logan Morrison, Bulldogs de Hamilton
- 2022-2023 – Michael Simpson, Petes de Peterborough
- 2023-2024 – Easton Cowan, Knights de London